# Független Magyar Demokrata Párt
A Független Magyar Demokrata Párt (FMDP) 1947. július 20-án alakult centrista, mérsékelt liberális demokrata parlamenti párt volt. Balogh István katolikus pap, miniszterelnökségi államtitkár, a Független Kisgazdapárt korábbi főtitkára alapította meg több volt kisgazda képviselő társával. Július 30-án az Országos Nemzeti Bizottság hozzájárult, hogy a párt az országgyűlési választásokon indulhasson. A párt elnöke Balogh István páter, ügyvezető alelnöke Parragi György, alelnöke Kovács Imre, a Nemzeti Parasztpárt korábbi főtitkára lett. Ide csatlakozott több hajdani kisgazdapárti, parasztpárti és szabadságpárti politikus is.

## Az FMDP programja, célkitűzései
Az FMDP társadalmi bázisát a városi kis- és középpolgárság, a tehetősebb paraszti rétegek és egyes értelmiségi csoportok alkották. Balogh páter és környezete az FMDP-t a demokratikus polgárság érdekeit képviselő, a kormánykoalícióhoz lojális, konstruktív ellenzéki középpárttá kívánta kiépíteni. A választások előtt publikált programjában a magántulajdonon alapuló, de a nagytőkét gazdasági és politikai téren egyaránt korlátozó polgári demokrácia megteremtését tűzte ki célul, elutasította a szovjet típusú szocializmus perspektíváját. Fontosnak tartotta a polgári szabadságjogok maradéktalan biztosítását. Az ellenzéki oldalon egyedül támogatta a hároméves terv végrehajtását, de ellenezte a nagybankok államosítását. Az „alsóbb rétegek”, különösen a munkásság életszínvonalának emelése érdekében számos javaslatot terjesztett elő, de segítséget ígért a földreform során földhöz jutott új gazdáknak, valamint a kisiparosoknak és kiskereskedőknek is. Hangsúlyozta a pártprogram azt is, hogy rendezni kell az állam és egyház viszonyát. Külpolitika téren síkraszállt az ország függetlensége, a nyugati nagyhatalmakkal, valamint a Szovjetunióval való jó kapcsolatok fenntartása mellett. Sürgette a Vatikánnal való diplomáciai kapcsolatok felvételét.

## Története
A Független Magyar Demokrata Párt a politikai mezőben a centrumban helyezkedett el. A kormányt és a Magyar Kommunista Pártot nem bírálta, de a Magyarországi Szociáldemokrata Párttal rendre összetűztek, mert a tradicionális munkáspárt versenytársat látott az FMDP-ben a városi és falusi kispolgárság támogatásának megszerzéséért folyó küzdelemben. Az ellenzéki oldalon az FMDP egyedül maradt. A jobboldali Demokrata Néppárt és a Magyar Függetlenségi Párt nem kívánt együtt működni az FMDP-vel.
Az 1947. augusztus 31-i országgyűlési választásokon az FMDP a leadott szavazatok 5,25 százalékának megszerzésével 18 mandátumhoz jutott. A választások után az MKP és az SZDP megakadályozták, hogy az FMDP része legyen a kormánykoalíciónak. Ezt követően már csak a parlamenti szereplésre korlátozta politikai tevékenységét. Népgyűléseket alig tartott, pártszervezést nem folytatott. Az FMDP 1949-re már beszüntette működését, a párt maradéka csatlakozott a Magyar Függetlenségi Népfronthoz 1949. február 20-án.
Az FMDP rövid életű ifjúsági szervezete a Független Magyar Ifjúság volt, amelynek elnöki tisztét Győriványi Sándor töltötte be. A párt hivatalos lapja a Magyar Nemzet volt.